# آل حمد شيخ (لودر)

تعديل مصدري - تعديل

آل حمد شيخ هي إحدى قرى عزلة زارة بمديرية لودر التابعة لمحافظة أبين، بلغ تعداد سكانها 184 نسمة حسب تعداد اليمن لعام 2004.